# 内奥尔特云

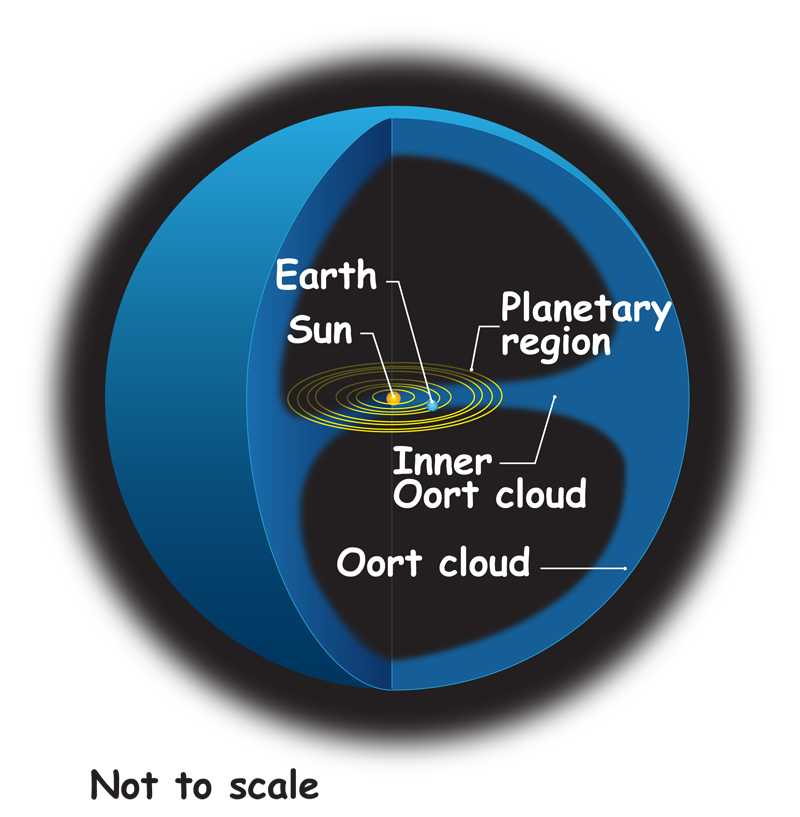
太阳系概念图，內部的蓝色盘区域代表內奥尔特云

內奥尔特云（英語：Inner Oort cloud），又称希尔斯云（英語：Hills cloud）是一个推测存在的星周盘区域，位于距太阳3千到2万天文单位之间的空间，处于柯伊伯带外侧、奥尔特云內侧。
根据推测，內奥尔特云区域呈圆盘状，內部的彗核是奥尔特星云的数十甚至数百倍，是长周期彗星很好的补充源。如果內奥尔特云区域确实存在的话，位于这一区域內的彗星数量将是奥尔特云的五倍。

## 历史
1950年，荷兰天文学家扬·奥尔特提出了奥尔特云的概念。他认为，在太阳系边缘存在一个能孕育长周期彗星的云团。在1981年，美国天文学家杰克·希尔斯提出在奥尔特云內侧存在一个能产生彗星的区域，这就是今天所说的“內奥尔特云”或“希尔斯云”区域。希尔斯认为，这一区域中产生的彗星比奥尔特云外侧更多。在希尔斯提出內奥尔特云的概念后，西德尼·范登贝赫和马克·贝利两名天文学家分别在1982年和1983年推测了內奥尔特云的结构。

## 概览

对比太阳系八大行星、小行星90377、內奥尔特云位置的动画。动画中，內部的轨道是八大行星和冥王星的轨道，红色的椭圆是塞德娜的轨道，最外蓝色的边缘外是內奥尔特云

內奥尔特云区域受到太阳影响较少，因此很可能较好维持了45亿年前太阳系形成时的环境。因为內奥尔特云受到的太阳引力作用比奥尔特云外侧更强，內奥尔特云得以保持圆盘状，而不是像奥尔特云外侧那样呈球壳状。根据推测，內奥尔特云区域的彗核和彗星的数目都比奥尔特云外侧要多，这一区域甚至可能是太阳系中彗星最密集的区域。內奥尔特云可以产生大量进入太阳系中心的彗星雨，来自內奥尔特云区域的彗星甚至有可能曾撞击地球，造成过地球上的生物大灭绝。內奥尔特云內的物质会源源不断地进入奥尔特云外侧，补充奥尔特云的质量。这也很可能是奥尔特云內一直有天体在离开太阳系或靠近太阳中心，却能一直维持存在的原因。
內奥尔特云区域天体的总质量目前尚无精确值，一项研究认为內奥尔特云天体的总质量大约是地球质量的13.8倍，也有人估算这一数字应该是500-1000倍地球质量。

## 拓展阅读
- Heisler, Julia; Scott Tremaine.  (PDF). Icarus. 1986, 65: 13. Bibcode:1986Icar...65...13H. doi:10.1016/0019-1035(86)90060-6.
- Dones, L.; Weissman, P. R.; Levison, H. F.; Duncan, M. J. . D. Johnstone, F.C. Adams, D.N.C. Lin, D.A. Neufeld, and E.C. Ostriker  (编).  (PDF) 323. San Francisco: Astronomical Society of the Pacific. 2004: 371  [2019-01-13]. （原始内容存档 (PDF)于2020-10-22）. |journal=被忽略 (帮助)